# (1636) Porter
(1636) Porter es un asteroide que forma parte del cinturón de asteroides y fue descubierto el 23 de enero de 1950 por Karl Wilhelm Reinmuth desde el observatorio de Heidelberg-Königstuhl, Alemania.

## Designación y nombre
Porter fue designado al principio como 1950 BH.
Posteriormente se nombró en honor de los astrónomos estadounidenses Jermain Gildersleeve Porter (1852-1933) y John Guy Porter (1900-1981).

## Características orbitales
Porter orbita a una distancia media del Sol de 2,235 ua, pudiendo acercarse hasta 1,95 ua y alejarse hasta 2,52 ua. Tiene una inclinación orbital de 4,435° y una excentricidad de 0,1275. Emplea 1220 días en completar una órbita alrededor del Sol.